# Леон Барі
Леон Барі (фр. Léon Bary; 6 червня 1880 — 7 січня 1954) — французький актор. З 1916 по 1955 рік він знявся у більш ніж 50 фільмах.
Народився в Парижі, Франція, і помер у Парижі у віці 73 років.

## Вибрана фільмографія
- 1921 — Три мушкетери / The Three Musketeers
- 1929 — Залізна маска / The Iron Mask
- 1948 — Гесклен / Du Guesclin